# Championnat du Panama de football 2003
Navigation
Saison précédente Saison suivante
Le championnat ANAPROF 2003 est la seizième édition de la première division panaméenne.
Lors de ce tournoi, le CD Plaza Amador a tenté de conserver son titre de champion du Panama face aux sept meilleurs clubs panaméens.
La saison était divisée en deux tournois, l'Apertura et le Clausura, le Tauro FC ayant remporté les deux tournois, il a été sacré champion sans disputer la finale du championnat.
Lors de chaque tournoi, chacun des huit clubs participant était confronté deux fois aux sept autres équipes. Puis les quatre meilleurs s'affrontaient lors d'une phase finale à la fin du tournoi.
Seulement deux places étaient qualificatives pour la Copa Interclubes UNCAF.

## Les 8 clubs participants
| \| Panama City : Alianza FC Chorrillo FC CD Plaza Amador Tauro FC Panama City Deportivo Árabe Unido Panama City San Francisco FC Sporting Cocle Panama City Atlético Veragüense \| Localisation des clubs engagés dans le championnat. |
| Panama City : Alianza FC Chorrillo FC CD Plaza Amador Tauro FC Panama City Deportivo Árabe Unido Panama City San Francisco FC Sporting Cocle Panama City Atlético Veragüense                                                           |

| Club                     | Stade                                       | Capacité          | Ville                |
| Alianza FC               | Stade Camping Resort                        | 1 500             | Panama City          |
| Deportivo Árabe Unido    | Stade Armando Dely Valdes                   | 4 000             | Colón                |
| Chorrillo FC             | Stade Municipal de Balboa                   | 2 000             | Panama City          |
| CD Plaza Amador          | Stade Municipal de Balboa Stade Javier Cruz | 2 000 2 500       | Panama City          |
| San Francisco FC         | Stade Agustín Sánchez                       | 3 040             | La Chorrera          |
| Sporting Cocle           | Stade Municipal de Ciruelito                | Capacité inconnue | Penonomé             |
| Tauro FC                 | Camp Giancarlo Gronchi                      | Capacité inconnue | Panama City          |
| Atlético Veragüense (en) | Stade Omar Torrijos                         | Capacité inconnue | Santiago de Veraguas |

## Tournoi Apertura
Le tournoi Apertura  se déroule de la façon suivante, en deux phases :
- La phase de qualification : les quatorze journées de championnat.
- La phase finale : six journées de championnat supplémentaires entre les quatre meilleures équipes.
- La finale : confrontation entre les deux premiers de la phase finale.

### Phase de qualification
Lors de la phase de qualification les huit équipes affrontent à deux reprises les sept autres équipes selon un calendrier tiré aléatoirement.
Les quatre meilleures équipes sont qualifiées pour la phase finale.
Le classement est établi sur le barème de points classique (victoire à 3 points, match nul à 1, défaite à 0).
Le départage final se fait selon les critères suivants :
- Le nombre de points.
- Le nombre de points particulier.
- La différence de buts particulière.
- La différence de buts générale.
- Le nombre de buts marqué.

#### Classement
| Rang | Équipe                   | Pts | J  | G | N | P  | Bp | Bc | Diff |
| ---- | ------------------------ | --- | -- | - | - | -- | -- | -- | ---- |
| 1    | Deportivo Árabe Unido    | 27  | 14 | 7 | 6 | 1  | 20 | 10 | +10  |
| 2    | CD Plaza Amador (T)      | 26  | 14 | 7 | 5 | 2  | 24 | 12 | +12  |
| 3    | Chorrillo FC             | 20  | 14 | 4 | 8 | 2  | 20 | 16 | +4   |
| 4    | Tauro FC                 | 20  | 14 | 5 | 5 | 4  | 17 | 16 | +1   |
| 5    | San Francisco FC         | 18  | 14 | 4 | 6 | 4  | 15 | 14 | +1   |
| 6    | Alianza FC               | 15  | 14 | 4 | 3 | 7  | 18 | 20 | -2   |
| 7    | Atlético Veragüense (en) | 14  | 14 | 2 | 8 | 4  | 19 | 25 | -6   |
| 8    | Sporting Cocle           | 6   | 14 | 1 | 3 | 10 | 10 | 30 | -20  |

| Légende : Qualifications et relégations | Légende : Qualifications et relégations |
| --------------------------------------- | --------------------------------------- |
|                                         | Qualifié pour la phase finale           |
|                                         | (T) : Tenant du titre                   |

#### Matchs
| Résultats (▼dom., ►ext.)                                   | Ali | Ára | Ver | Cho | Pla | San | Spo | Tau |
| Alianza FC                                                 |     | 1-1 | 1-0 | 1-2 | 1-2 | 2-3 | 4-0 | 1-1 |
| Deportivo Árabe Unido                                      | 1-0 |     | 2-2 | 0-0 | 2-2 | 1-1 | 1-0 | 0-1 |
| Atlético Veragüense (en)                                   | 2-1 | 0-3 |     | 1-4 | 2-2 | 2-2 | 1-0 | 4-4 |
| Chorrillo FC                                               | 2-2 | 1-1 | 1-1 |     | 2-4 | 2-1 | 0-0 | 1-1 |
| CD Plaza Amador                                            | 3-0 | 2-1 | 0-0 | 2-0 |     | 0-1 | 3-1 | 0-0 |
| San Francisco FC                                           | 1-0 | 0-2 | 1-1 | 0-0 | 0-0 |     | 3-0 | 0-1 |
| Sporting Cocle                                             | 1-2 | 1-3 | 2-2 | 1-4 | 0-4 | 1-1 |     | 1-2 |
| Tauro FC                                                   | 1-2 | 0-1 | 2-1 | 1-1 | 2-0 | 2-1 | 0-2 |     |
| - Victoire à domicile - Match nul - Victoire à l'extérieur |     |     |     |     |     |     |     |     |

### La phase finale
Lors de la phase finale les quatre équipes affrontent à deux reprises les trois autres équipes selon un calendrier tiré aléatoirement.
Le classement est établi sur le barème de points classique (victoire à 3 points, match nul à 1, défaite à 0).
Le départage final se fait selon les critères suivants :
- Le nombre de points.
- Le nombre de points particulier.
- La différence de buts particulière.
- La différence de buts générale.
- Le nombre de buts marqué.

#### Classement
| Rang | Équipe                | Pts | J | G | N | P | Bp | Bc | Diff |
| ---- | --------------------- | --- | - | - | - | - | -- | -- | ---- |
| 1    | Deportivo Árabe Unido | 12  | 6 | 3 | 3 | 0 | 10 | 4  | +6   |
| 2    | Tauro FC              | 10  | 6 | 3 | 1 | 2 | 7  | 5  | +2   |
| 3    | Chorrillo FC          | 6   | 6 | 1 | 3 | 2 | 5  | 7  | -2   |
| 4    | CD Plaza Amador (T)   | 3   | 6 | 0 | 3 | 3 | 2  | 8  | -6   |

| Légende : Qualifications et relégations | Légende : Qualifications et relégations |
| --------------------------------------- | --------------------------------------- |
|                                         | Qualifié pour la finale du tournoi      |
|                                         | (T) : Tenant du titre                   |

#### Matchs
| Résultats (▼dom., ►ext.)                                   | Ára | Cho | Pla | Tau |
| Deportivo Árabe Unido                                      |     | 1-1 | 2-0 | 2-0 |
| Chorrillo FC                                               | 1-3 |     | 0-0 | 2-1 |
| CD Plaza Amador                                            | 1-1 | 1-1 |     | 0-2 |
| Tauro FC                                                   | 1-1 | 1-0 | 2-0 |     |
| - Victoire à domicile - Match nul - Victoire à l'extérieur |     |     |     |     |

#### Finale
| 15 juin 2003 | Tauro FC                           | 2:2 | Deportivo Árabe Unido            | Stade Rommel Fernández |  |
|              | Hector Nazarith · Ricardo Phillips |     | Nicolas Muñoz · Jose Luis Garces |                        |  |

| Match rejoué | Deportivo Árabe Unido | 1:4 | Tauro FC                                                     | Stade Armando Dely Valdes |  |
| 22 juin 2003 | Nicolas Muñoz         |     | Luis Tejada · Luis Tejada · Mario Mendez · Alfredo Hernandez |                           |  |

## Tournoi Clausura
Le tournoi Clausura se déroule de la façon suivante, en deux phases :
- La phase de qualification : les quatorze journées de championnat.
- La phase finale : les matchs aller-retour allant des demi-finales à la finale.

### Phase de qualification
Lors de la phase de qualification les huit équipes affrontent à deux reprises les sept autres équipes selon un calendrier tiré aléatoirement.
Les quatre meilleures équipes sont qualifiées pour les demi-finales.
Le classement est établi sur le barème de points classique (victoire à 3 points, match nul à 1, défaite à 0).
Le départage final se fait selon les critères suivants :
- Le nombre de points.
- Le nombre de points particulier.
- La différence de buts particulière.
- La différence de buts générale.
- Le nombre de buts marqué.

#### Classement
| Rang | Équipe                   | Pts | J  | G | N | P  | Bp | Bc | Diff |
| ---- | ------------------------ | --- | -- | - | - | -- | -- | -- | ---- |
| 1    | Tauro FC                 | 25  | 14 | 6 | 7 | 1  | 28 | 11 | +17  |
| 2    | Alianza FC               | 25  | 14 | 7 | 4 | 3  | 26 | 21 | +5   |
| 3    | San Francisco FC         | 22  | 14 | 6 | 4 | 4  | 21 | 15 | +6   |
| 4    | Atlético Veragüense (en) | 22  | 14 | 6 | 4 | 4  | 20 | 19 | +1   |
| 5    | Deportivo Árabe Unido    | 25  | 14 | 5 | 6 | 3  | 21 | 10 | +11  |
| 6    | CD Plaza Amador (T)      | 18  | 14 | 4 | 6 | 4  | 19 | 18 | +1   |
| 7    | Chorrillo FC             | 16  | 14 | 3 | 7 | 4  | 20 | 23 | -3   |
| 8    | Sporting Cocle           | 0   | 14 | 0 | 0 | 14 | 4  | 42 | -38  |

| Légende : Qualifications et relégations | Légende : Qualifications et relégations |
| --------------------------------------- | --------------------------------------- |
|                                         | Qualifié pour les demi-finales          |
|                                         | (T) : Tenant du titre                   |

#### Matchs
| Résultats (▼dom., ►ext.)                                   | Ali | Ára | Ver | Cho | Pla | San | Spo | Tau |
| Alianza FC                                                 |     | 1-1 | 3-1 | 2-0 | 4-2 | 2-3 | 3-1 | 2-4 |
| Deportivo Árabe Unido                                      | 0-1 |     | 2-1 | 3-0 | 0-0 | 2-2 | 5-0 | 0-0 |
| Atlético Veragüense (en)                                   | 1-1 | 1-0 |     | 4-4 | 1-0 | 1-0 | 1-0 | 1-0 |
| Chorrillo FC                                               | 4-1 | 0-3 | 2-2 |     | 0-0 | 1-1 | 3-1 | 1-1 |
| CD Plaza Amador                                            | 3-3 | 1-1 | 3-2 | 0-0 |     | 2-0 | 1-0 | 3-3 |
| San Francisco FC                                           | 1-2 | 2-1 | 2-0 | 1-1 | 2-0 |     | 2-0 | 1-3 |
| Sporting Cocle                                             | 0-1 | 0-2 | 1-3 | 0-4 | 0-4 | 0-4 |     | 1-6 |
| Tauro FC                                                   | 0-0 | 1-1 | 1-1 | 4-0 | 2-0 | 0-0 | 3-0 |     |
| - Victoire à domicile - Match nul - Victoire à l'extérieur |     |     |     |     |     |     |     |     |

### La phase finale
Les quatre équipes qualifiées sont réparties dans le tableau final d'après leur classement général.
En cas d'égalité sur la somme des deux matchs, c'est l'équipe ayant marqué le plus de buts à extérieur qui l'emporte puis une prolongation et une séance de tirs au but ont éventuellement lieu. Lors de la finale, si les deux équipes n'arrivent pas à se départager un deuxième match est organisé.

#### Tableau
|  | 1/2 finale               | 1/2 finale               | 1/2 finale | 1/2 finale | 1/2 finale | 1/2 finale |          |     | Finale | Finale | Finale | Finale | Finale |  |
|  |                          |                          |            |            |            |            |          |     |        |        |        |        |        |  |
|  |                          |                          |            |            |            |            |          |     |        |        |        |        |        |  |
|  |                          |                          |            |            |            |            |          |     |        |        |        |        |        |  |
|  | Tauro FC                 | Tauro FC                 | (1)        | 2          | 4          |            |          |     |        |        |        |        |        |  |
|  | Tauro FC                 | Tauro FC                 | (1)        | 2          | 4          |            |          |     |        |        |        |        |        |  |
|  | Atlético Veragüense (en) | Atlético Veragüense (en) | (4)        | 1          | 2          |            |          |     |        |        |        |        |        |  |
|  | Atlético Veragüense (en) | Atlético Veragüense (en) | (4)        | 1          | 2          | Tauro FC   | Tauro FC | (1) | 5      |        |        |        |        |  |
|  |                          |                          |            |            |            |            | Tauro FC | (1) | 5      |        |        |        |        |  |
|  |                          | Alianza FC               | Alianza FC | (2)        | 1          |            |          |     |        |        |        |        |        |  |
|  | Alianza FC               | Alianza FC               | Alianza FC | (2)        | 1          | (2)        | 1        | 3   |        |        |        |        |        |  |
|  | Alianza FC               | Alianza FC               |            |            |            | (2)        | 1        | 3   |        |        |        |        |        |  |
|  | San Francisco FC         | San Francisco FC         | (3)        | 0          | 2          |            |          |     |        |        |        |        |        |  |
|  | San Francisco FC         | San Francisco FC         | (3)        | 0          | 2          |            |          |     |        |        |        |        |        |  |

#### Demi-finales
| Club       | Aller | Retour | Club                     | Commentaire |
| Tauro FC   | 2-1   | 4-2    | Atlético Veragüense (en) |             |
| Alianza FC | 1-0   | 3-2    | San Francisco FC         |             |

#### Finale
| 26 octobre 2003 | Alianza FC     | 1:5 | Tauro FC                                                                                | Stade Agustín Sánchez |  |
|                 | Alberto Zapata |     | Hector Nazarith · Marco Aparicio · Rolando Palma · Ricardo Phillips · John Jairo Garcia |                       |  |

## Classement cumulatif
| Rang | Équipe                   | Pts | J  | G  | N  | P  | Bp | Bc | Diff |
| ---- | ------------------------ | --- | -- | -- | -- | -- | -- | -- | ---- |
| 1    | Deportivo Árabe Unido    | 52  | 28 | 12 | 12 | 4  | 41 | 20 | +21  |
| 2    | Tauro FC (C)             | 45  | 28 | 11 | 12 | 5  | 45 | 27 | +18  |
| 3    | CD Plaza Amador          | 44  | 28 | 11 | 11 | 6  | 43 | 30 | +13  |
| 4    | San Francisco FC         | 40  | 28 | 10 | 10 | 8  | 36 | 29 | +7   |
| 5    | Alianza FC               | 40  | 28 | 11 | 7  | 10 | 44 | 41 | +3   |
| 6    | Chorrillo FC             | 36  | 28 | 7  | 15 | 6  | 40 | 39 | +1   |
| 7    | Atlético Veragüense (en) | 36  | 28 | 8  | 12 | 8  | 39 | 44 | -5   |
| 8    | Sporting Cocle           | 6   | 28 | 1  | 3  | 24 | 14 | 72 | -58  |

| Légende : Qualifications et relégations | Légende : Qualifications et relégations      |
| --------------------------------------- | -------------------------------------------- |
|                                         | Copa Interclubes UNCAF 2004 (en) (1er Tour)  |
|                                         | (C) : Vainqueur des deux tournois de l'année |

## La "Grand Final"
Le Tauro FC ayant remporté les deux tournois de la saison, il n'y a pas eu de « Grand Final » organisée.

## Bilan du tournoi
| Tableau d'Honneur        |           |
| Compétition              | Vainqueur |
| Championnat ANAPROF 2003 | Tauro FC  |

| Qualifications continentales 2004-2005 |                          |
| Copa Interclubes UNCAF                 | Qualifiés                |
| Premier tour (en)                      | Tauro FC CD Plaza Amador |

| Promotions et relégations |                                           |
| Relégué en Primera A      | Aucun                                     |
| Promu de Primera A        | Colón River FC (en) CD Pan de Azúcar (en) |